# Almohadillado

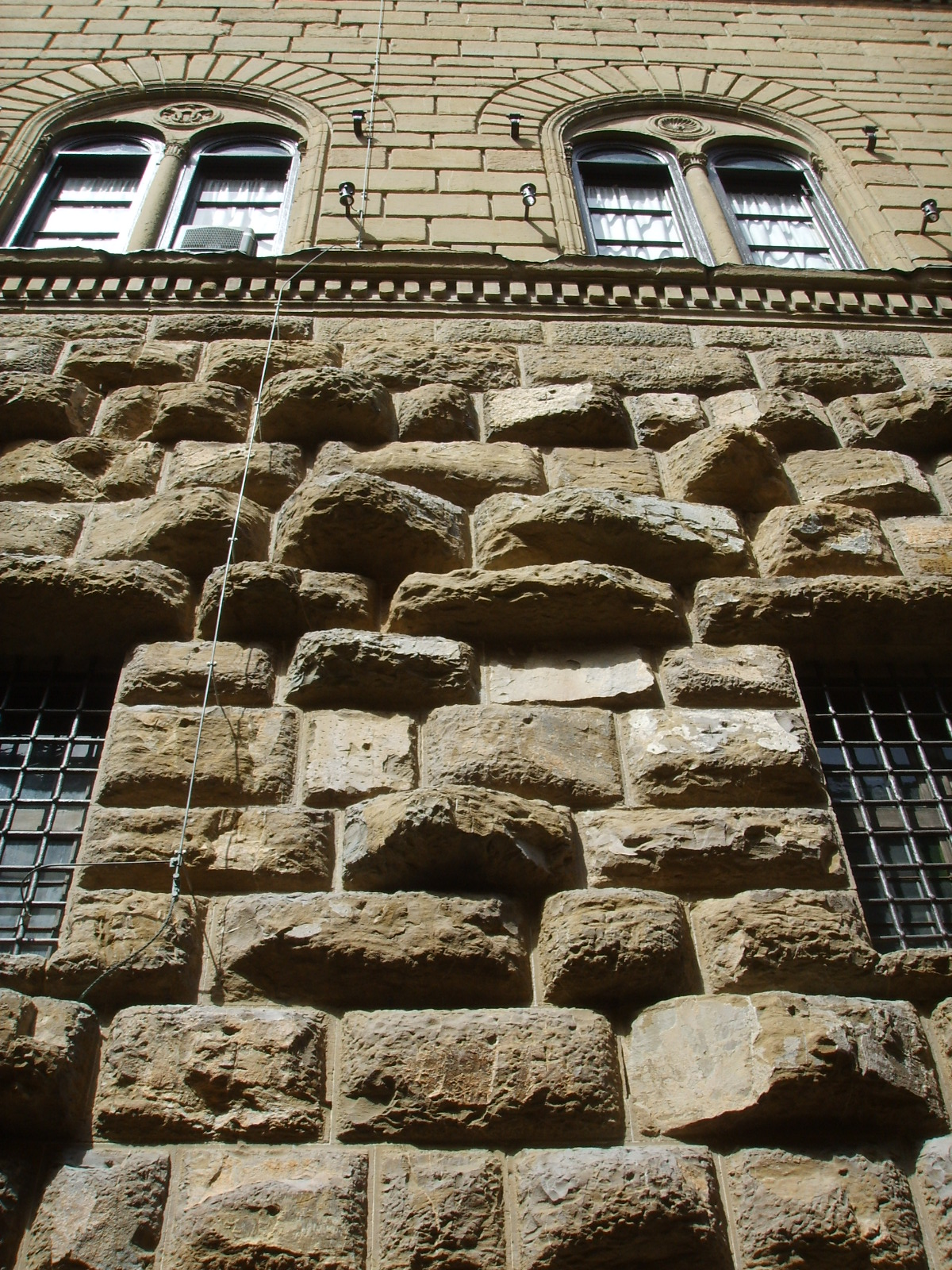
Almohadillado rústico en el Palacio Medici Riccardi de Florencia

En arquitectura, una almohadilla es la parte saliente de un sillar de piedra que se dispone en un paramento proyectado hacia el exterior con al menos una de sus caras sin labrar, para luego ser tallado para formar molduras decorativas, capiteles, bases, cartelas, ménsulas, modillones, escudos, etc. Se disponen principalmente en las esquinas de los edificios, en las molduras de los huecos y en las líneas de impostas.
El almohadillado es un tipo de acabado exterior de los pamentos de piedra  que consiste en combinar el uso de almohadillas, recurriendo a labrados y tallados en relieve de las caras vistas rehundiendo las juntas. Es un acabado meramente ornamental que potencia el juego de luces y sombras.
Las almohadillas a veces también se dejaban sin trabajar en un acabado llamado rústico, que da nombre al estilo rústico o bugnato (el nombre en italiano). Fue muy característico de los palacios del renacimiento italiano, especialmente en plantas bajas, donde se acentúa considerablemente su relieve. 

Esquemas de almohadillas
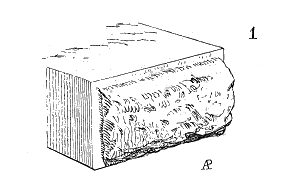
Almohadilla
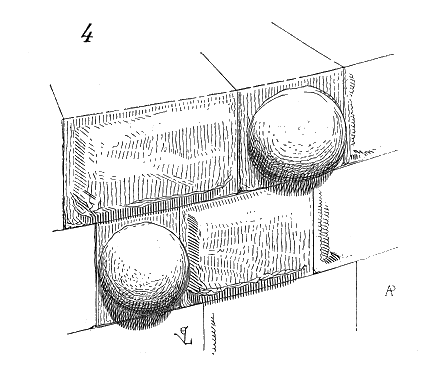
Almohadilla en semiesfera
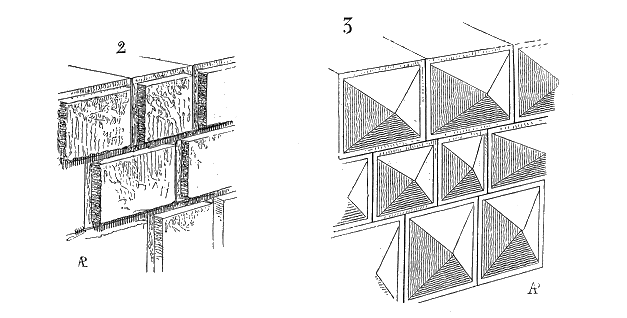
Almohadilla de tabla y punta de diamante

## Tipos de almohadillados

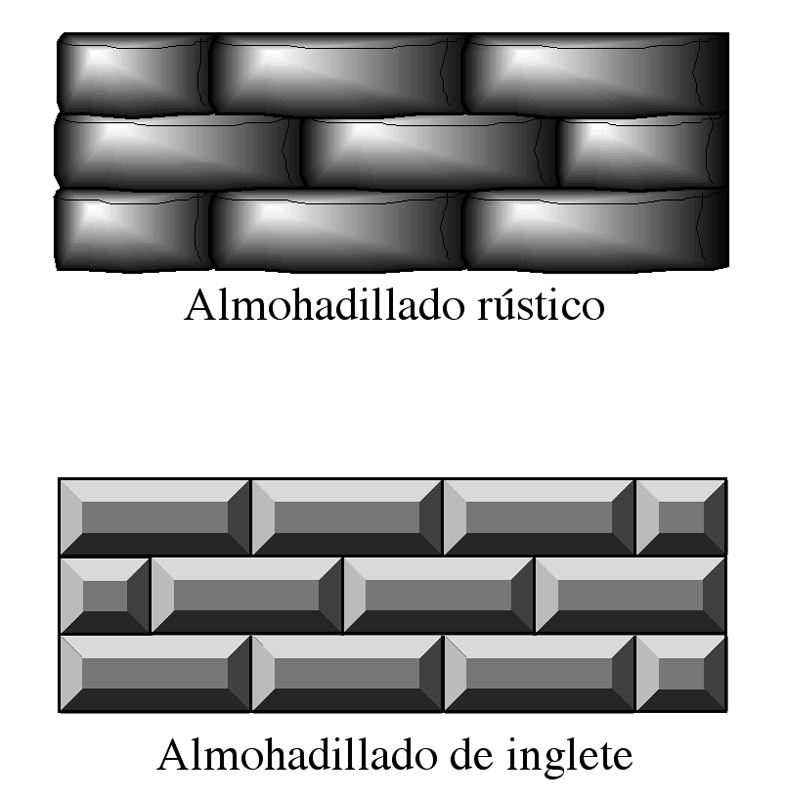

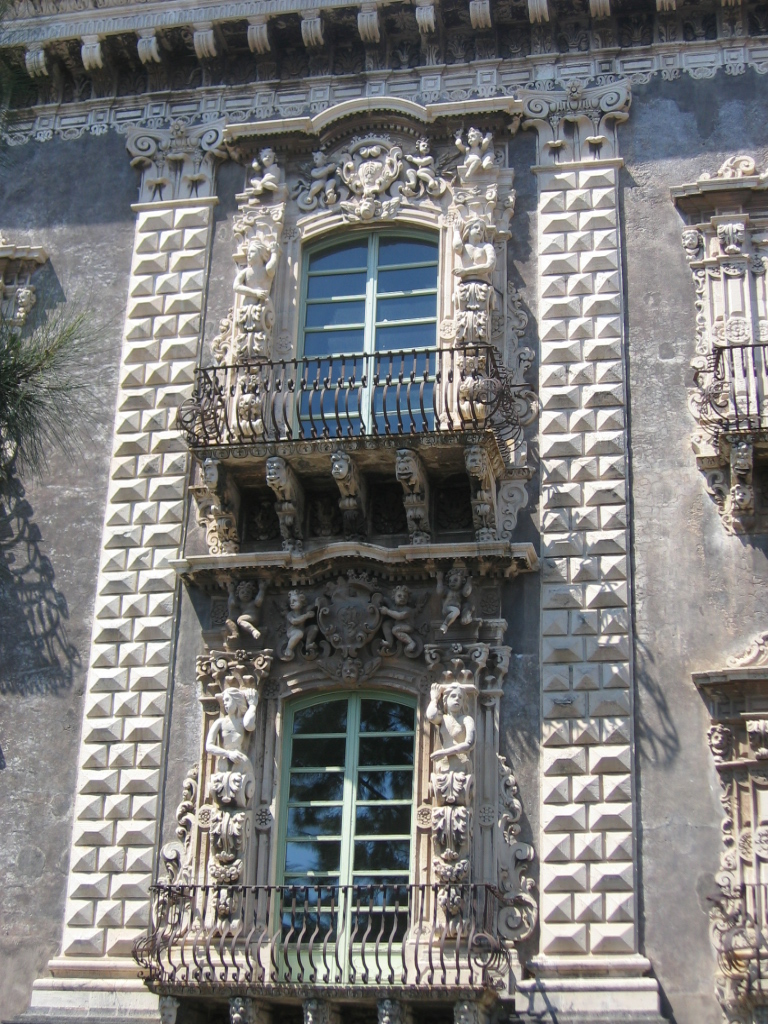
Almohadillado de punta de diamante

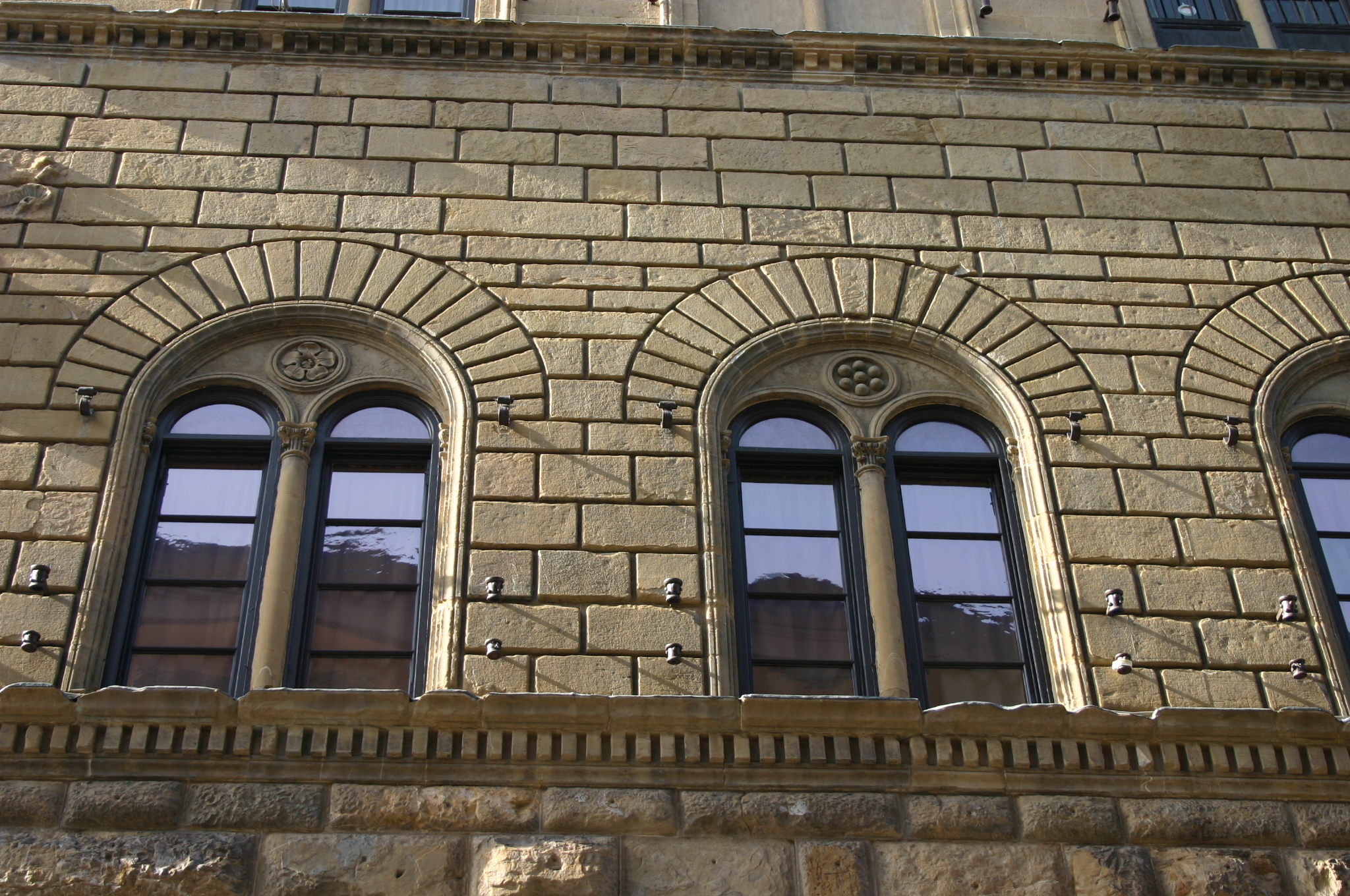
Almohadillado corrido

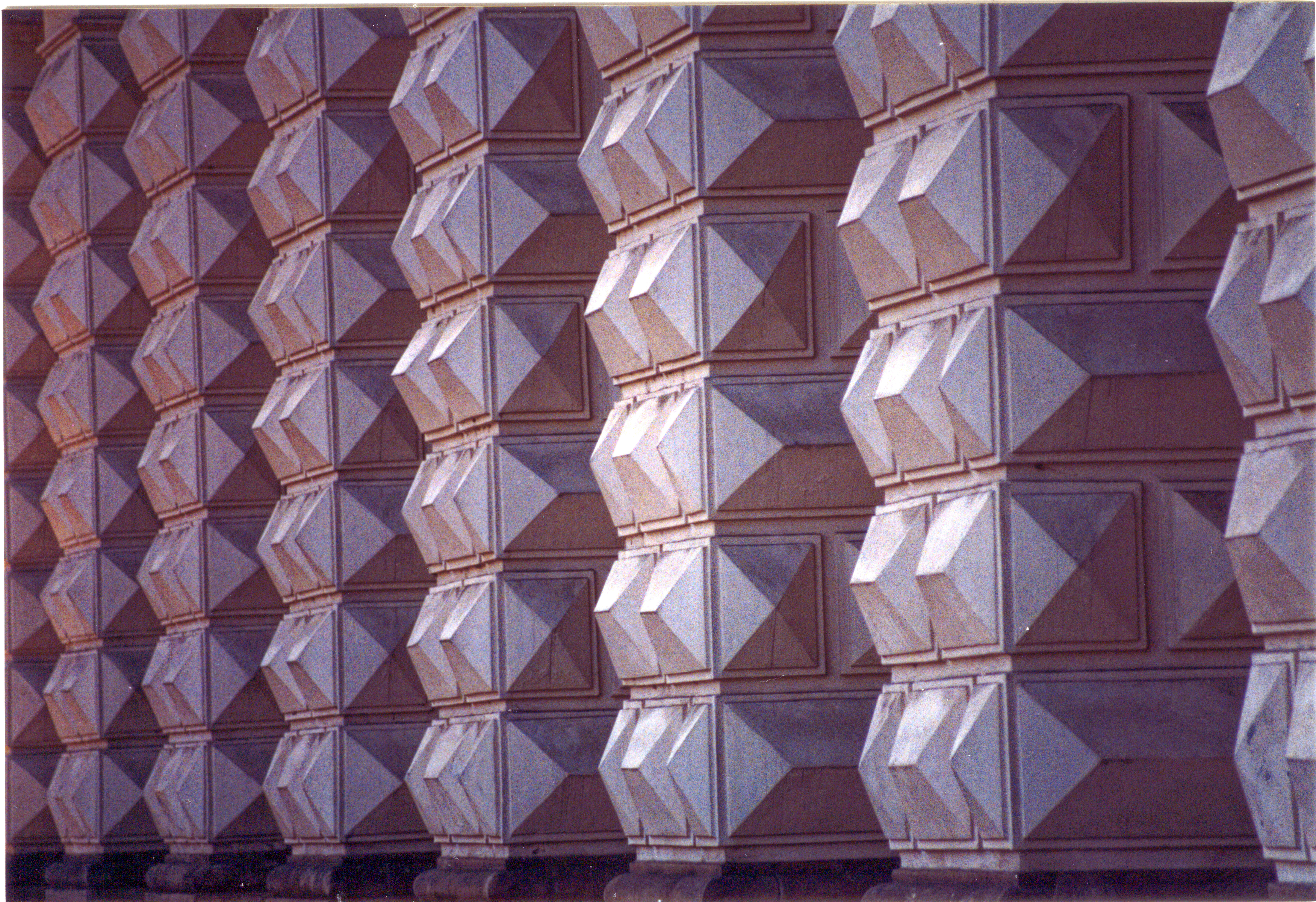
Almohadillado punta diamante Palacio Černín (Praga)

Hay muchas variantes de almohadillado, según sea la forma y combinación de las almohadilladas, siendo las más conocidas las siguientes:
- Achaflanado o de inglete: el que tiene los ángulos de las piedras achaflanados a 45°, presentando la junta una canal hendida en ángulo recto.
- Corrido: cuando el almohadillado impera en toda la fachada.
- De gola: cuando las aristas de las piedras labradas tiene el perfil de esa moldura.
- de mayor y menor:  cuando los sillares son alternativamente grandes y chicos, en general presente en las esquinas de un edificio .
- diatónico: el combinado de sillares planos y otros en punta de diamante.
- en caveto: aquel cuya saliente termina en una moldura de perfil cóncavo como un caveto, por ejemplo, escrito algunas veces en filetitos o molduras de perfil rectilíneo.
- en cuadros: cuando cada piedra presenta en saliente un plano rodeado de un cuarto bocel y un filete.
- en cuadros inversos: cuando presenta los planos hundidos limitados por un filete y separados los sillares entre sí por una canal cuadrada.
- de punta de diamantes: usado por ejemplo en el Palazzo dei Diamanti. Las puntas de diamante pueden tratarse sobre la base de un cuadrado o de un rectángulo. Se da el nombre de diamantes de facetas cuando los chaflanes tienen los dos tercios o menos de la superficie tallada en almohadillado.
- hundido: aquel cuyas superficies entrantes están bordeadas siguiendo las junturas de los filetes salientes.
- ligado: aquel cuyas piedras de dos dimensiones diferentes se ven alternativamente por ambos costados grande y pequeño.
- punteado: aquel que presenta en el paramento de las almohadillas alguna labor de puntos.
- redondeado: aquel cuyo saliente tiene amortiguados los ángulos por medio de una moldura de perfil convexo.
- rehundido: aquel que presenta una junta acanalada, de sección rectangular.
- rústico: cuando la cara vista de los sillares es saliente y parece que está inacabada.
- vermiculado: aquel cuyas superficies están cubiertas con ornamentación imitando estalactitas recortándose en contornos irregulares o en grabados de contorno caprichoso por su irregularidad. En el primer caso, se designan algunas veces estos almohadillados con el nombre de gotas de sebo.[1]

Ejemplos de almohadillados
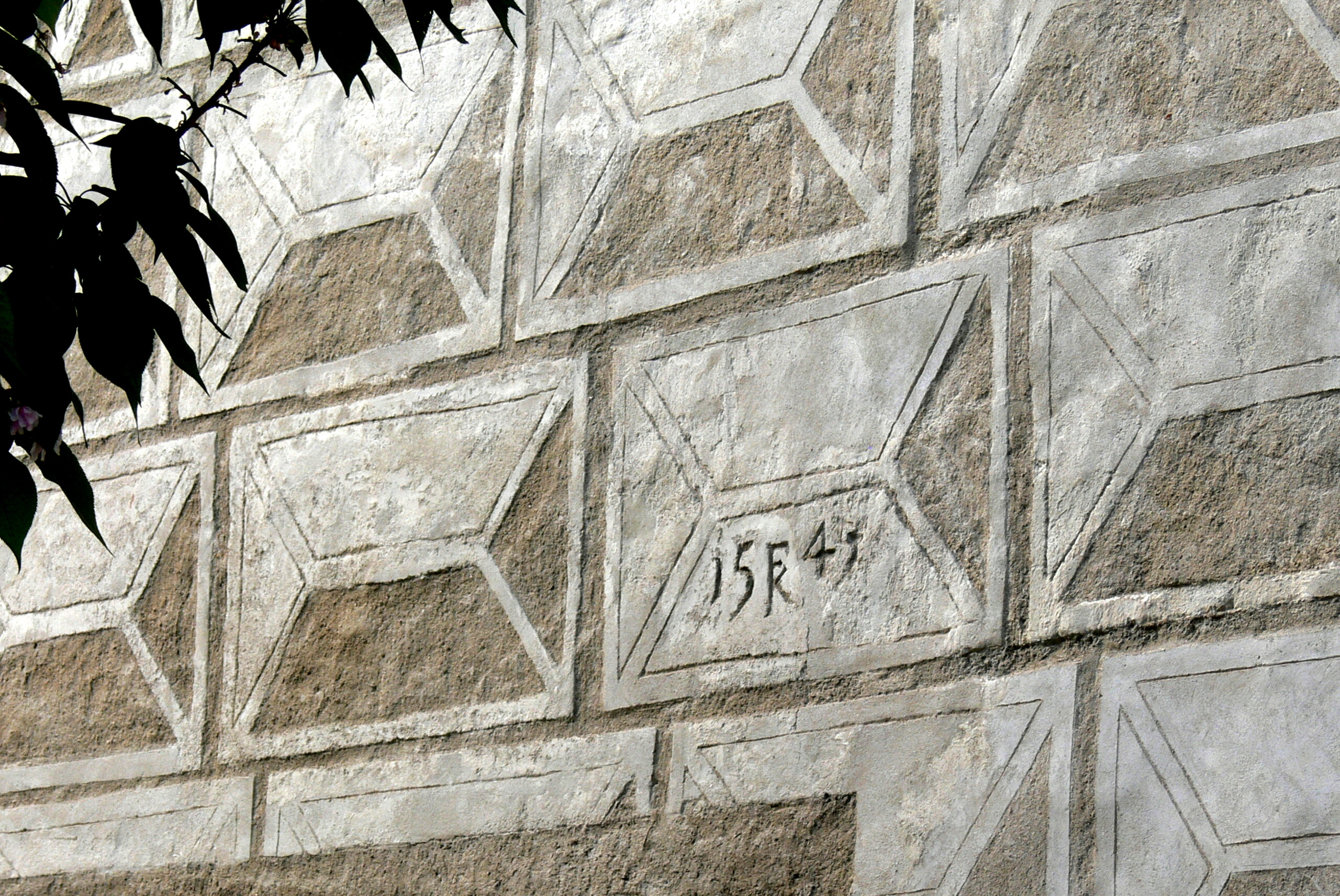
Achaflanado
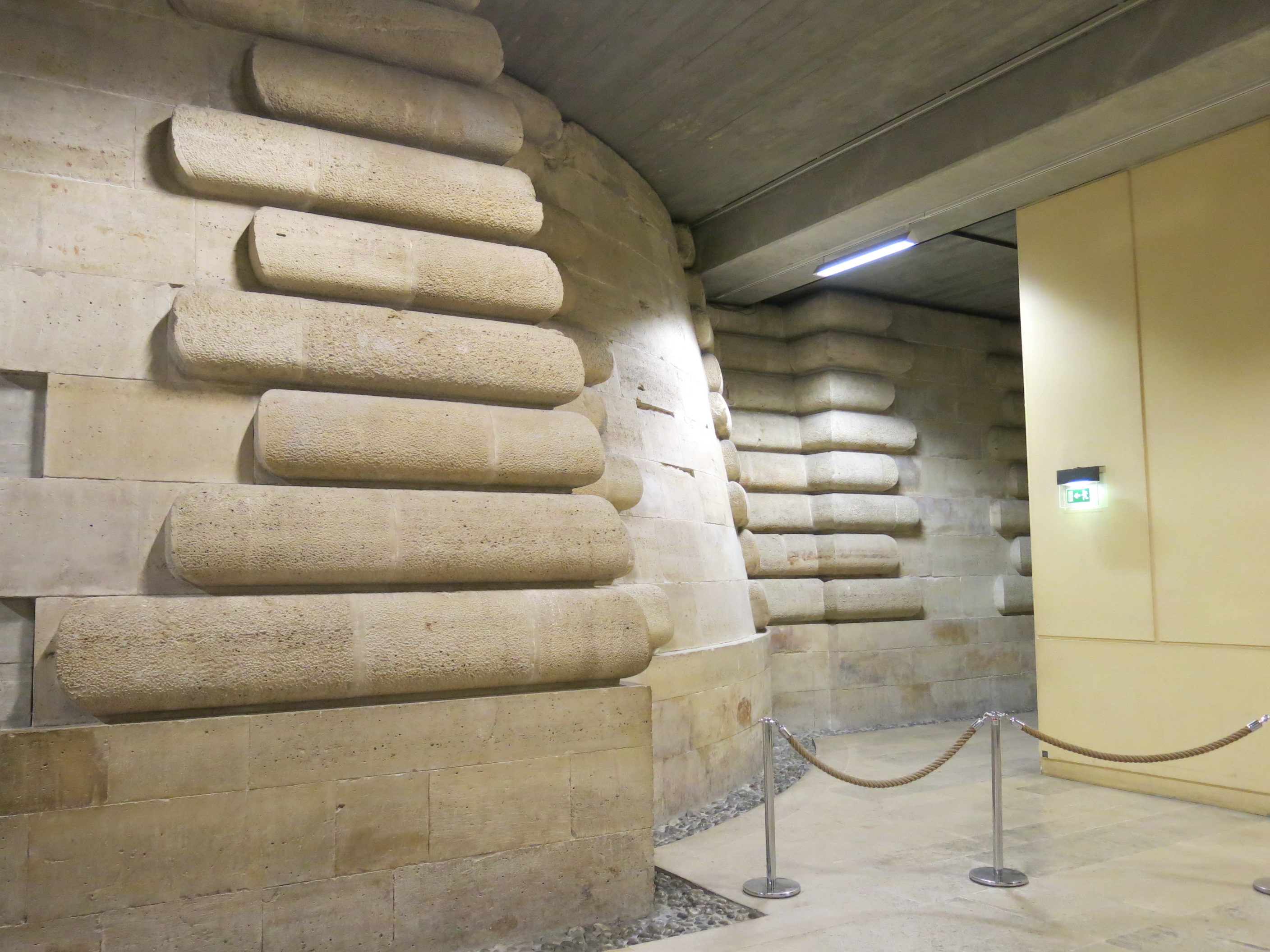
de mayor y menor
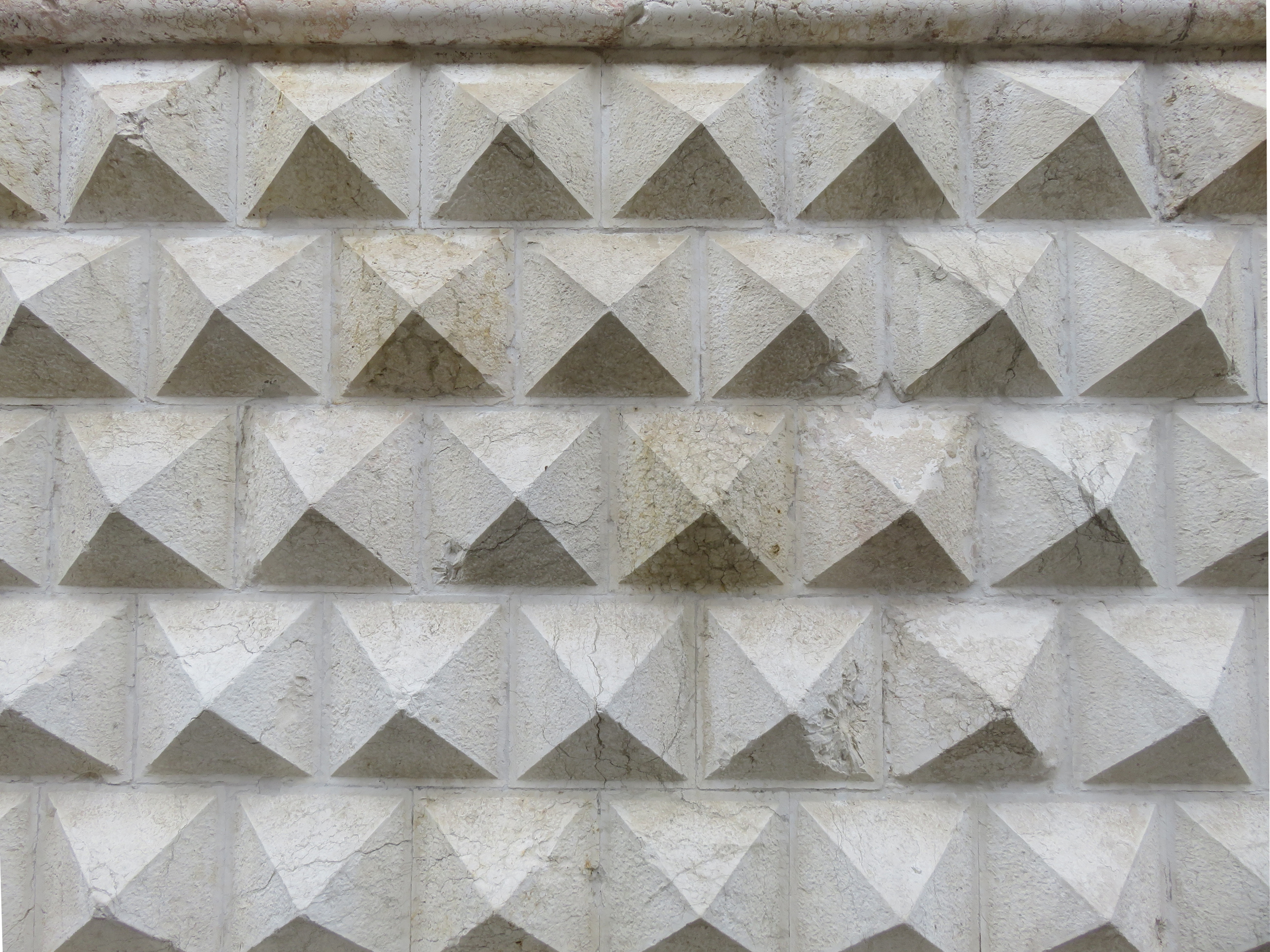
Punta de diamante
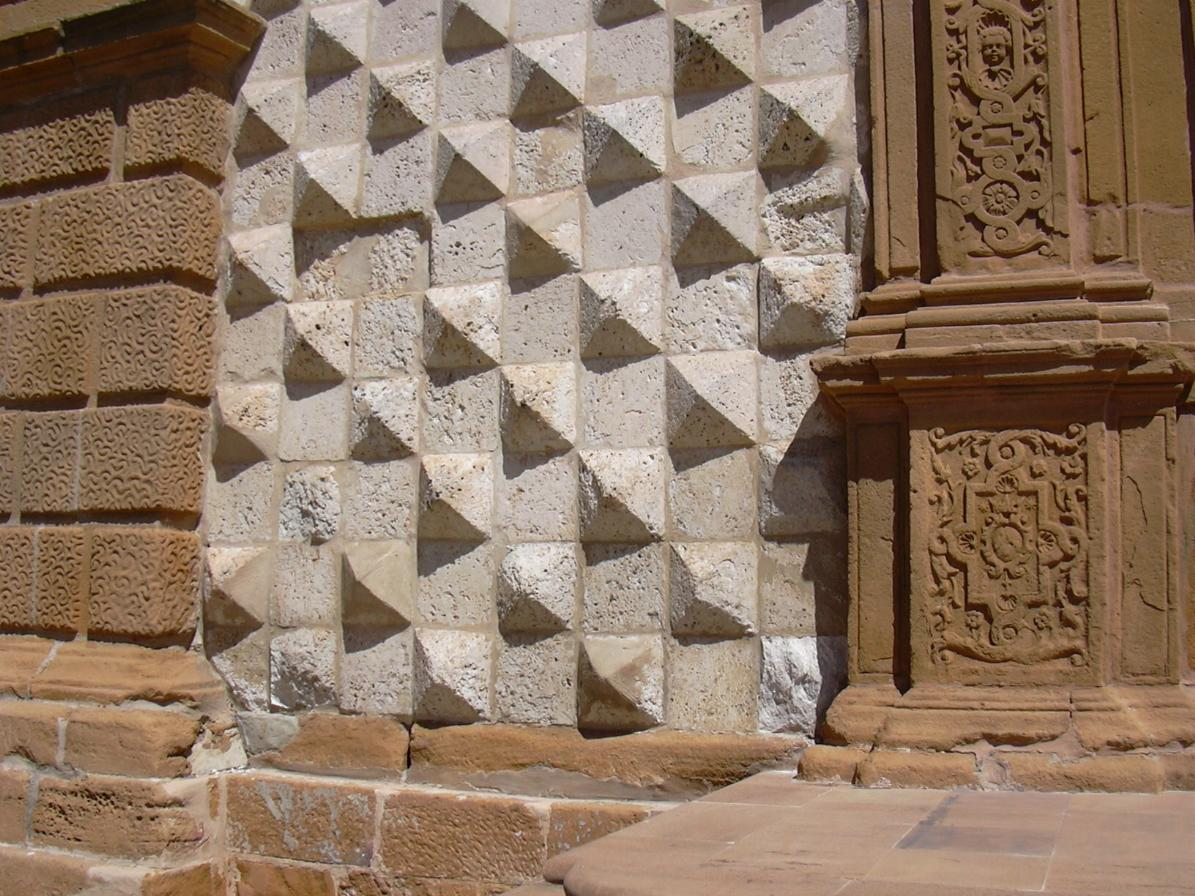
Diatónico

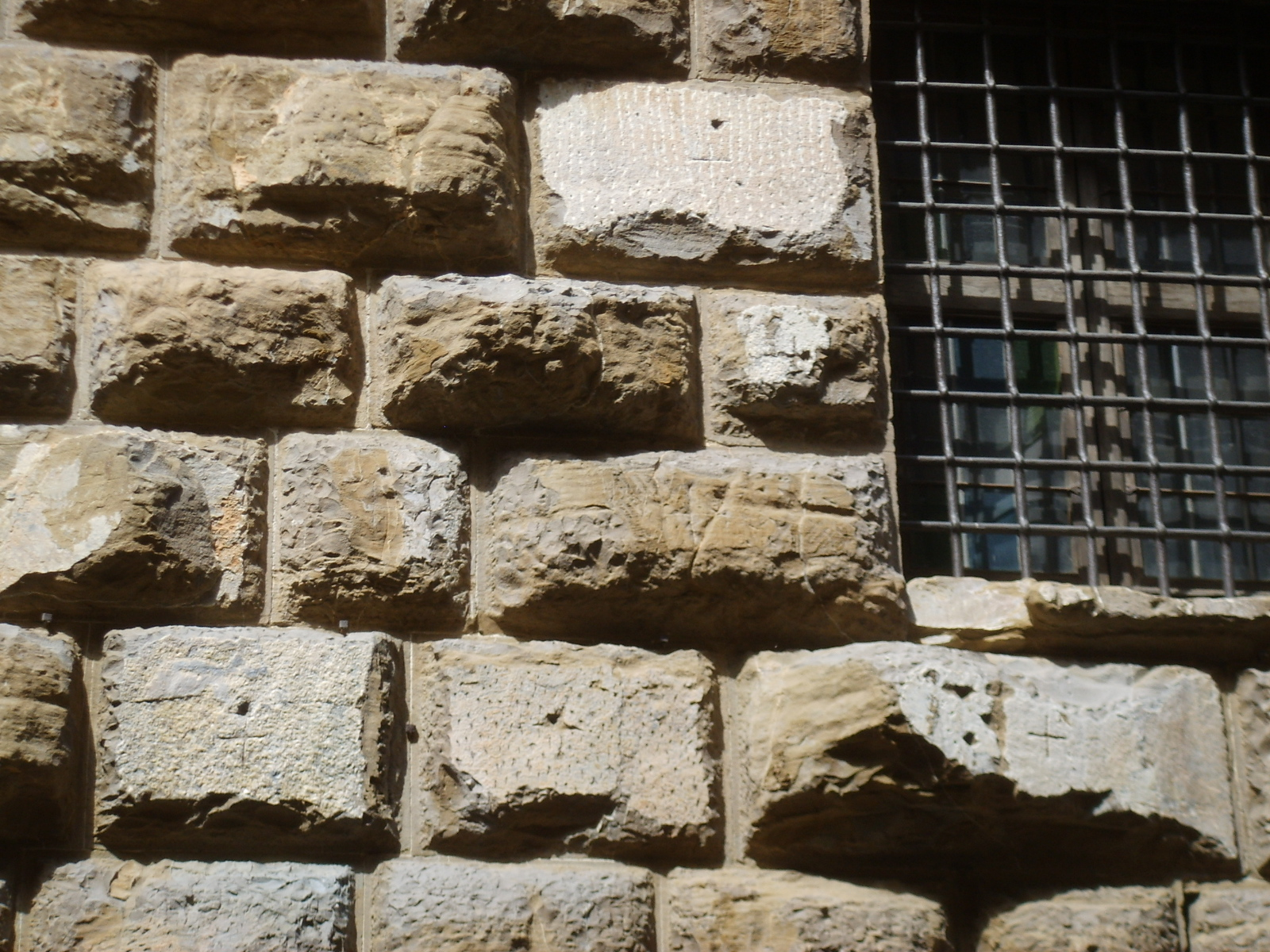
Rústico
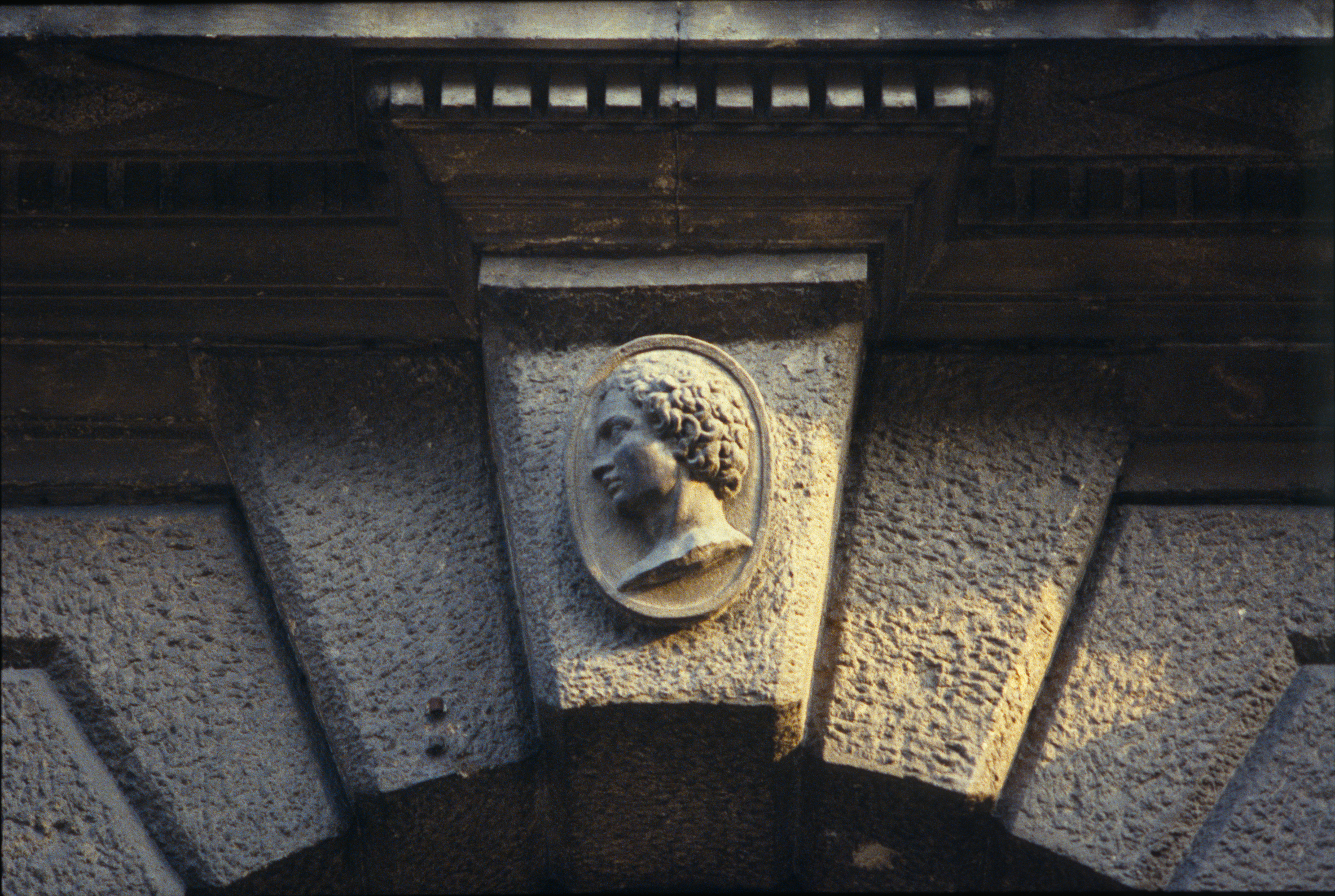
Rústico y piedra clave en un arco de la puerta del palacio Giusti (Verona), en forma de cara
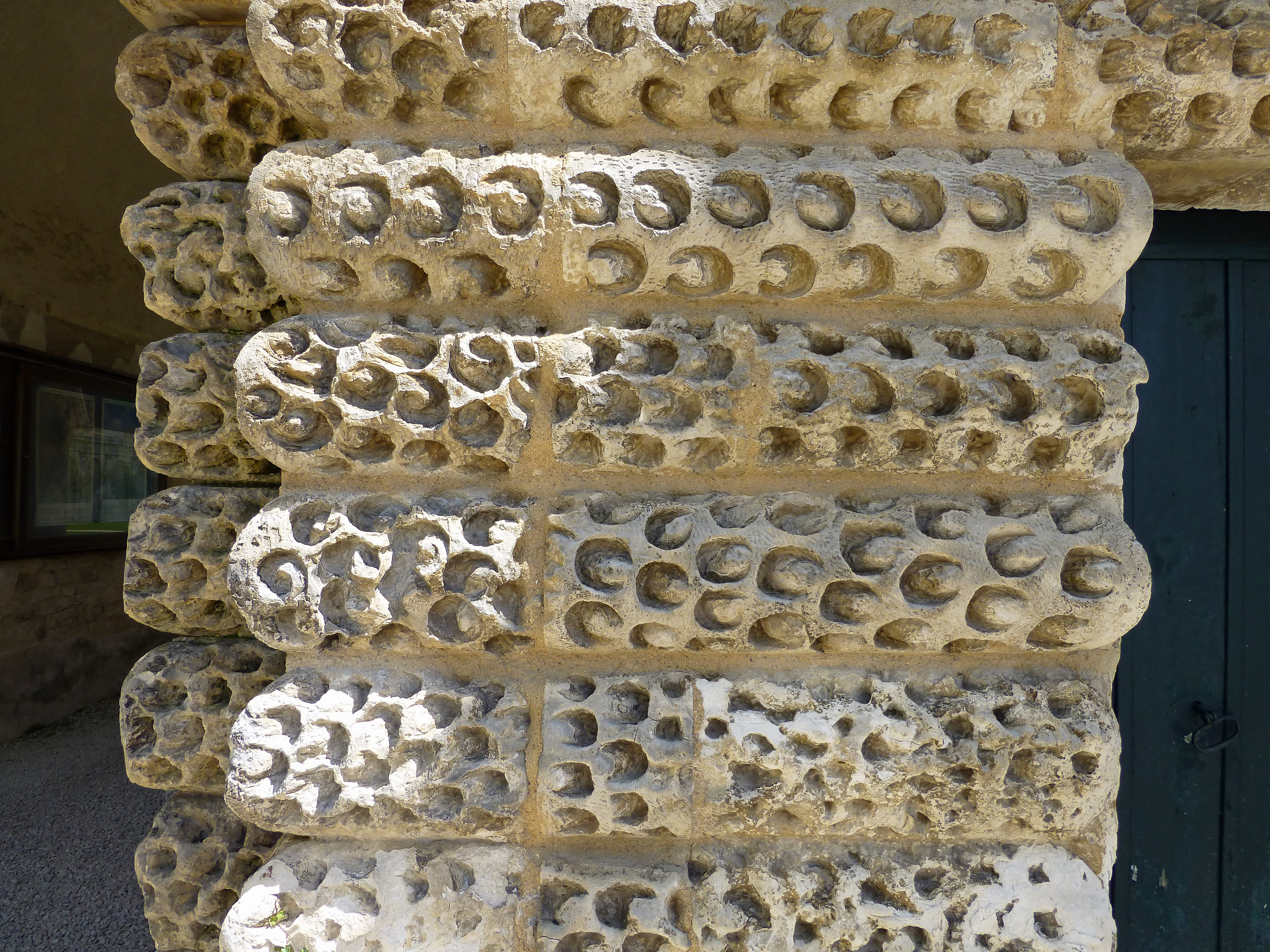
Vermiculado
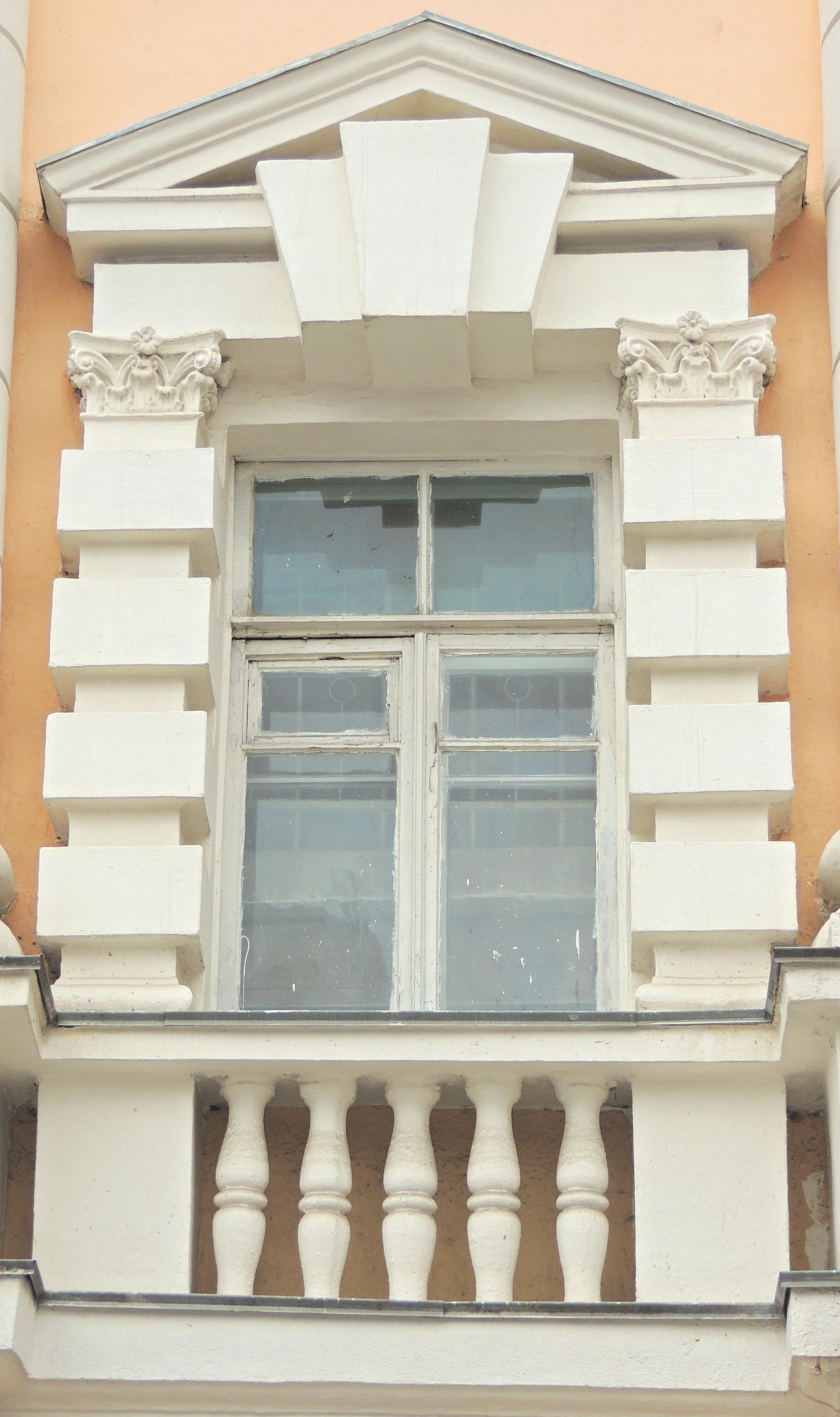